# Jorge Mistral
Jorge Mistral  (n. 24 noiembrie 1920, Aldaia⁠(d), Comunitatea Valenciană, Spania – d. 20 aprilie 1972, Ciudad de México, Mexic) a fost un regizor și actor spaniol. Printre cele mai cunoscute filme ale sale se numără Dreptul de a te naște, Camelia, Carmen de la Ronda, Juana Gallo.

## Biografie
Mistral și-a petrecut copilăria în Puerto Rico, patria tatălui său iar la 14 ani s-a întors în țara sa de naștere, Spania. Debutează ca scenograf de teatru și după o scurtă carieră scenică a obținut repede roluri de film, primul fiind în 1944 în La llamada de la mar. Semnează un contract cu compania de producție CIFESA, iar în 1949 pleacă într-un turneu în America Latină, având un succes deosebit în Mexic, unde va realiza, de asemenea, numeroase filme în următorii ani. În 1964 a plecat din nou la Puerto Rico, unde a regizat trei filme și debutează la televiziune. Mai târziu și-a schimbat din nou locul de rezidență, petrecând ultimii ani din viață înainte de a se sinucide (aflând că are cancer duodenal), în Mexic, unde a interpretat filme și roluri de televiziune, având și apariții în teatru și angajamente în spectacole de varietăți.

## Filmografie selectivă
Titlurile românești sunt conform celor din posterele românești și din bibliografie.
Actor (selecție)
- 1944 Chemarea mării (La llamada de la mar), regia José Gaspar
- 1946 Misión blanca de Juan de Orduña – Minoa
- 1946 Emigrantul (El emigrado), regia Ramón Torrado
- 1946 În largul mării (Mar abierto), regia Ramón Torrado
- 1947 La nao capitana, regia Florián Rey – Martín Villalba
- 1948 Nebunia dragistei (Locura de amor), regia Juan de Orduña
- 1949 Currito de la Cruz, regia Luis Lucia
- 1949 Ducesa de Benameji (La Duquesa de Benamejí), regia Luis Lucia
- 1950 Mărunțișuri (Pequeñeces...), regia Juan de Orduña
- 1950 Pobre corazón, regia José Díaz Morales – Rafael Rios
- 1951 Pătimașa (Deseada), regia Roberto Gavaldón
- 1951 Peregrina, regia Chano Urueta
- 1951 Amar fué su pecado, regia Rogelio A. González
- 1952 Tu și marea (El mar y tú), regia Emilio Fernández
- 1952 Dreptul de a te naște (El derecho de nacer), regia Zacarías Gómez Urquiza
- 1952 La mujer que tu quieres, regia Emilio Gómez Muriel
- 1952 Sora San Sulpicio (La hermana San Sulpicio), regia Luis Lucia
- 1952 La mentira, regia Juan José Ortega
- 1952 Apasionada, regia Alfredo B. Crevenna
- 1953 Contele de Monte Cristo (El conde de Montecristo), regia León Klimovsky
- 1953 Quiero vivir, regia Alberto Gout
- 1954 Abisul pasiunii (Abismos de pasión), regia Luis Buñuel
- 1954 Tres citas con el destino, regia Fernando de Fuentes, León Klimovsky și Florián Rey
- 1954 Camelia (Camelia), regia Roberto Gavaldón
- 1954 Orquídeas para mi esposa, regia Alfredo B. Crevenna
- 1954 Les Hauts de Hurlevent (Abismos de pasión), regia Luis Buñuel
- 1954 Un cavaler andaluz (Un caballero andaluz), regia Luis Lucia
- 1956 La legión del silencio, regia José María Forqué și José Antonio Nieves Conde
- 1956 Sclavele Cartaginei (Le schiave di Cartagine), regia Guido Brignone
- 1956 El expreso de Andalucía, regia Francisco Rovira Beleta
- 1957 Băiatul pe delfin (Boy on a Dolphin), regia Jean Negulesco
- 1958 Amore a prima vista, regia Franco Rossi
- 1958 Răzbunarea (La vengenza), regia Juan Antonio Bardem
- 1958 Amor prohibido, regia Luis César Amadori și Ernesto Arancibia
- 1958 Povești de vară (Racconti d'estate), regia Gianni Franciolini
- 1958 La Loi de l'homme (È arrivata la parigina), regia Camillo Mastrocinque
- 1958 L'Épée et la Croix (La spada e la croce), regia Carlo Ludovico Bragaglia
- 1959 Carmen de la Ronda (Carmen la de Ronda), regia Tulio Demicheli
- 1960 Creo en ti, regia Alfonso Corona Blake
- 1961 Tres Romeos y una Julieta, regia Chano Urueta
- 1961 Juana Gallo, regia Miguel Zacarías
- 1961 La chamaca, regia Miguel Morayta
- 1962 El amor de los amores, regia Juan de Orduña
- 1962 Bajo un mismo rostro, regia Daniel Tinayre
- 1962 Historia de una noche, regia Luis Saslavsky
- 1962 Pecado, regia Alfonso Corona Blake
- 1963 Șeherazada  (Shéhérazade), regia Pierre Gaspard-Huit
- 1964 Pușcașii de la Casa Grande (Gunfighters of Casa Grande), regia Roy Rowland
- 1971 Los corrompidos, regia Emilio Gómez Muriel
- 1971 Las puertas del paraíso, regia Salomón Laiter
- 1973 La justicia tiene doce años, regia Julián Pastor
- 1973 Blue Demon y Zovek en La invasión de los muertos, regia René Cardona
- 1973 Diamantes, oro, y amor, regia Juan Manuel Torres

Regizor și scenarist (complet)
- 1966 La fiebre del deseo (regizor + actor)
- 1966 La piel desnuda (regizor + actor + scenarist)
- 1968 Crimen sin olvido (regizor + actor + scenarist)